# Nomada hummeli
Nomada hummeli är en biart som beskrevs av Johann Dietrich Alfken 1936. Nomada hummeli ingår i släktet gökbin, och familjen långtungebin. Inga underarter finns listade i Catalogue of Life.